# Хенриета фон Мьомпелгард
Хенриета фон Мьомпелгард/Хенриета дьо Монбеляр (на немски: Henriette von Mömpelgard; на френски: Henriette de Montbelliard; * между 1384/1391; † 14 февруари 1444, Монбеляр, Франция) от род Монфокон, е графиня, наследничка на Монбеляр (Мьомпелгард) в днешна Франция и чрез женитба графиня на Вюртемберг.

## Биография
Тя е най-голямата дъщеря и наследничка на граф Хайнрих II фон Мьомпелгард († 1396), който е убит от турците при Никопол, и първата му съпруга Мари дьо Шатийон († 1394), дъщеря на Гошер дьо Шатийон (1350 – 1404) и Жана дьо Куси († сл. 1355). Баща ѝ Хайнрих II фон Мьомпелгард се жени втори път през април 1396 г. за Беатрикс фон Фюрстенберг († 1433).
Хенриета наследява през 1397 г. дядо си граф Стефан фон Мьомпелгард/Етиен дьо Монфокон (1325 – 1 ноември 1397).
Хенриета дьо Монбеляр е сгодена на 13 ноември 1397 г. и се омъжва най-късно през 1407 г. в Монбеляр за граф Еберхард IV фон Вюртемберг (* 23 август 1388; † 2 юли 1419), единственият син на граф Еберхард III фон Вюртемберг († 1417) и първата му съпруга Антония Висконти († 1405), дъщеря на Бернабо Висконти, владетелят на Милано. Тя занася Монбеляр в неговата фамилия. От 1409 г. те управляват заедно графството Монбеляр. След смъртта на Еберхард IV през 1419 г. Хенриета поема опекунството за двамата си сина и заедно с чиновници-„съветници“ управлението във Вюртемберг. В края на 1421 г. тя се оттегля от управлението на цялата страна, но управлява до смъртта си в Мьомпелгард (Монбеляр).
Умира на 14 февруари 1444 г. в Монбеляр и е погребана в Лютцел.

## Деца
Хенриета дьо Монбеляр и Еберхард IV фон Вюртемберг имат три деца:
- Анна (1408 – 1471), омъжена на 24 февруари 1422 г. в Дармщат за граф Филип I фон Катценелнбоген (* 1402; † 1479), разведени през 1456 г.
- Лудвиг I (1412 – 1450), от 1419 до 1450 г. граф на Вюртемберг (1419 – 1450), граф на Монбеляр (1444 – 1450) и граф на Вюртемберг-Урах (1442 – 1450), женен на 21 октомври 1436 г. в Щутгарт за пфалцграфиня при Рейн Мехтхилд фон Пфалц (1419 – 1482)
- Улрих V „Многообичания“ (1413 – 1480), граф на Вюртемберг (1433 – 1441), от 1441 до 1480 г. граф на Вюртемберг-Щутгарт (1441 – 1480) и граф на Монбеляр (1419 – 1426 и от 1433 до 1442 с Лудвиг I), женен I. на 29 януари 1441 г. в Щутгарт за Маргарета от Клеве (1416 – 1444), II. на 9 септември 1444 г. за Елизабет от Бавария-Ландсхут